# چربی تک‌سیرنشده

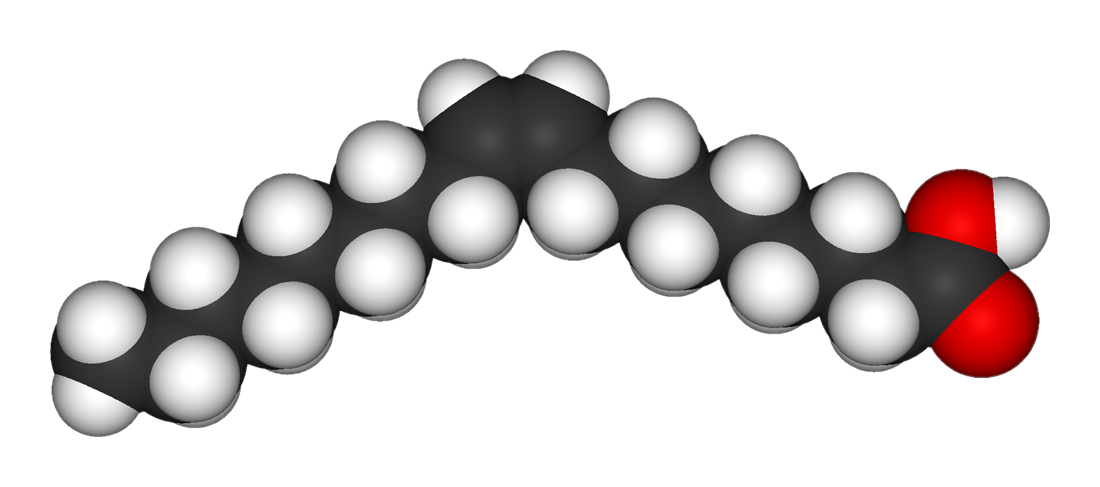
چربی تک سیرنشده

چربی تک‌سیرنشده(به انگلیسی: Monounsaturated fat) یا اسید چرب تک‌سیرنشده(به انگلیسی: monounsaturated fatty acids) که به صورت مخفف MUFAs نیز شناخته می‌شود، گونه‌ای از اسیدهای چرب هستند که دارای یک پیوند دوگانه در زنجیره اسید چرب خود هستند و مابقی کربن‌ها همگی با پیوند یگانه به یکدیگر متصل هستند. این مواد در دمای اتاق حالت مایع داشته و در دمای یخچال به حالت جامد یا نیمه جامد تبدیل می‌شوند. پالمیتولئیک اسید و اولئیک اسید دو نمونه از این دسته اسیدهای چرب هستند.